# Christian Samuel Weiss

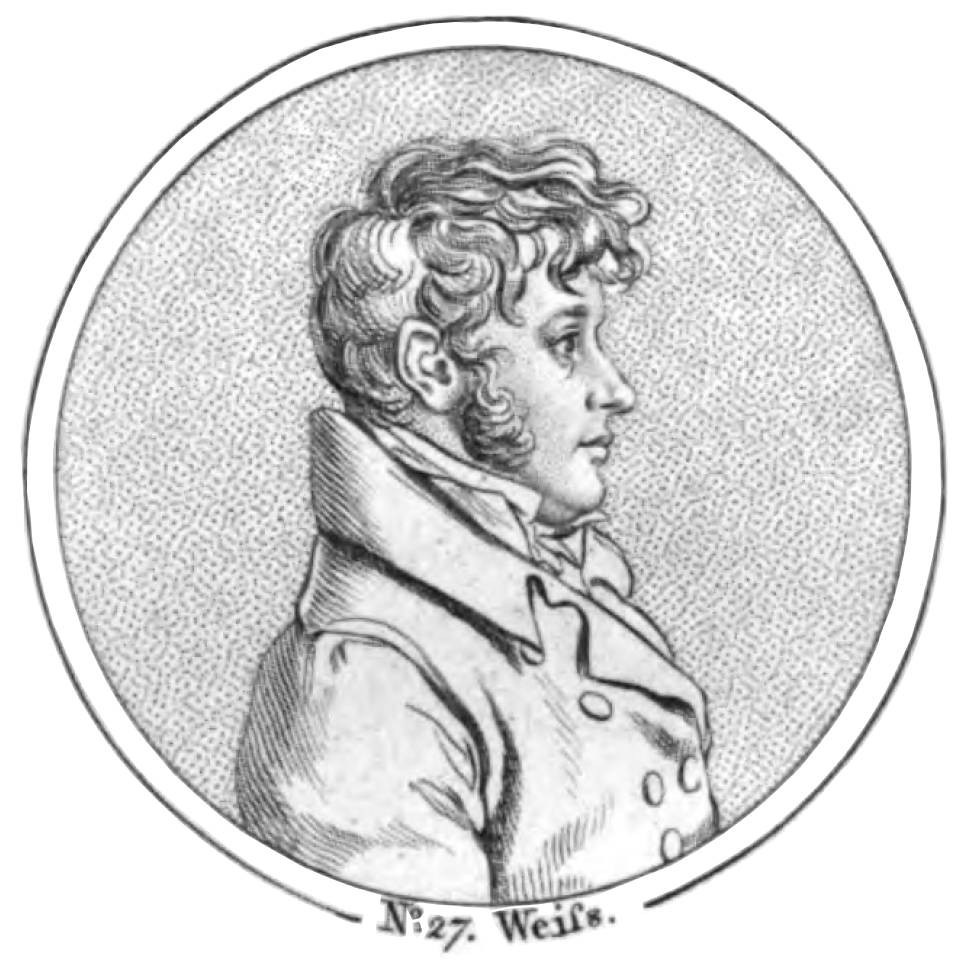
Christian Samuel Weiss

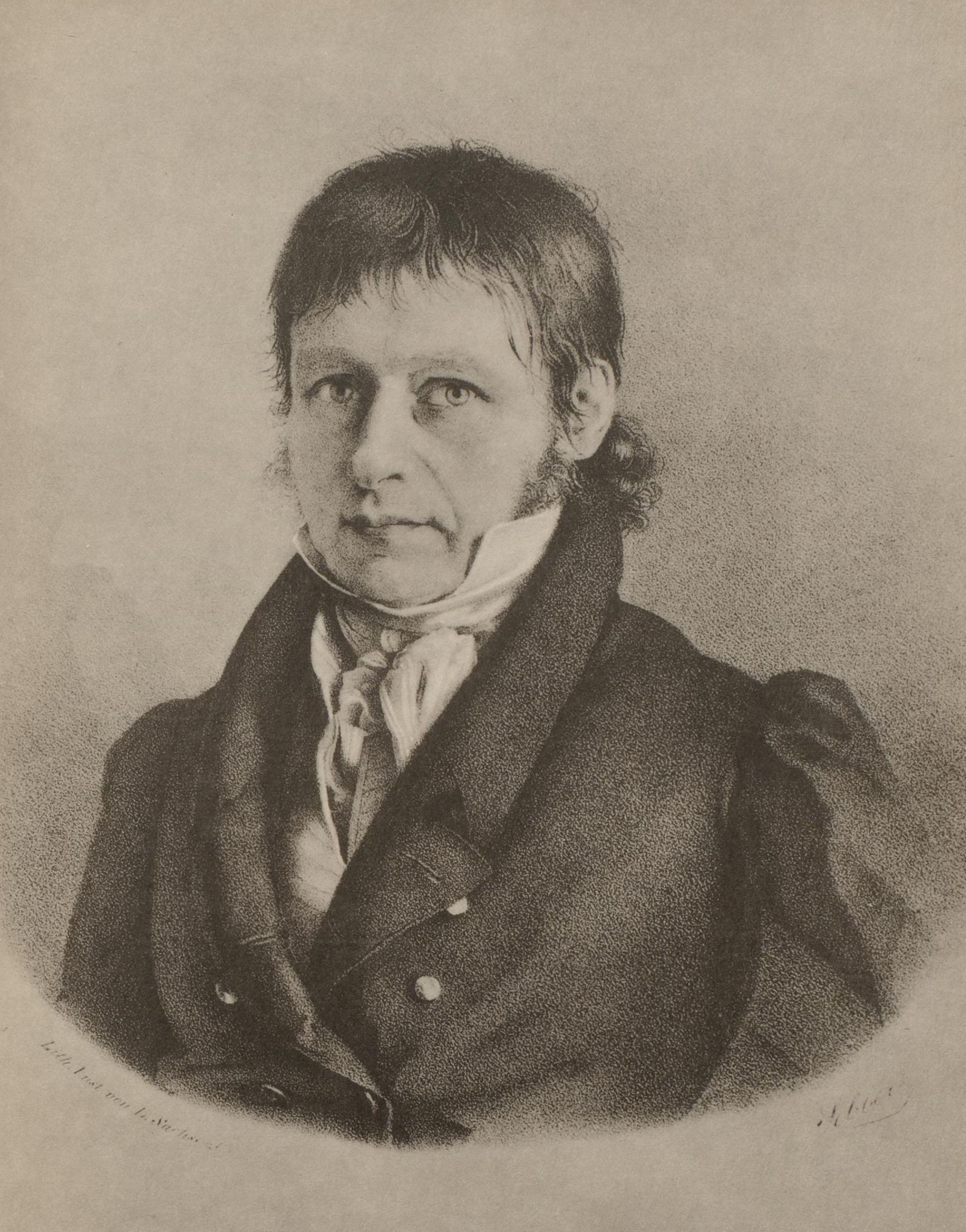
Christian Samuel Weiss

Christian Samuel Weiss (* 26. Februar 1780 in Leipzig; † 1. Oktober 1856 bei Eger (Böhmen)) war ein deutscher Mineraloge. Als Begründer der geometrischen Kristallographie stellte er das Rationalitätsgesetz auf.

## Leben
Christian Samuel Weiss war ein Sohn des Leipziger Theologen Christian Samuel Weiß (1738–1805) und seiner Ehefrau Christiana Johanna Schmidt (* 1748).
Er studierte an der Universität Leipzig und der Bergakademie Freiberg. Dort schloss er sich 1802 der Erzgebirgischen Landsmannschaft an, die 1821 zum  Corps Montania wurde. 1803 in Leipzig habilitiert, wurde er dort 1808 auf den Lehrstuhl für Physik berufen. 1810 erhielt er an der neuen Friedrich-Wilhelms-Universität Berlin  eine Professur für Mineralogie. Hier baute er den mathematischen Zweig der Mineralogie nach einer sehr naturgemäßen Methode aus. Er  machte sie zur Grundlage des Kristallaufbaus. Hierzu definierte er Kristallsysteme; die erste Arbeit, verlesen am 15. Dezember 1815 in der Akademie Berlin, in dieser Richtung war Ueber die natürlichen Abteilungen der Krystallisationssysteme (gedruckt 1818 siehe Groth). 
Christian Samuel Weiss starb auf einer Reise nach Eger in Böhmen. Der Geologe und Phytopaläontologe Christian Ernst Weiß war ein Neffe.

## Ehrungen

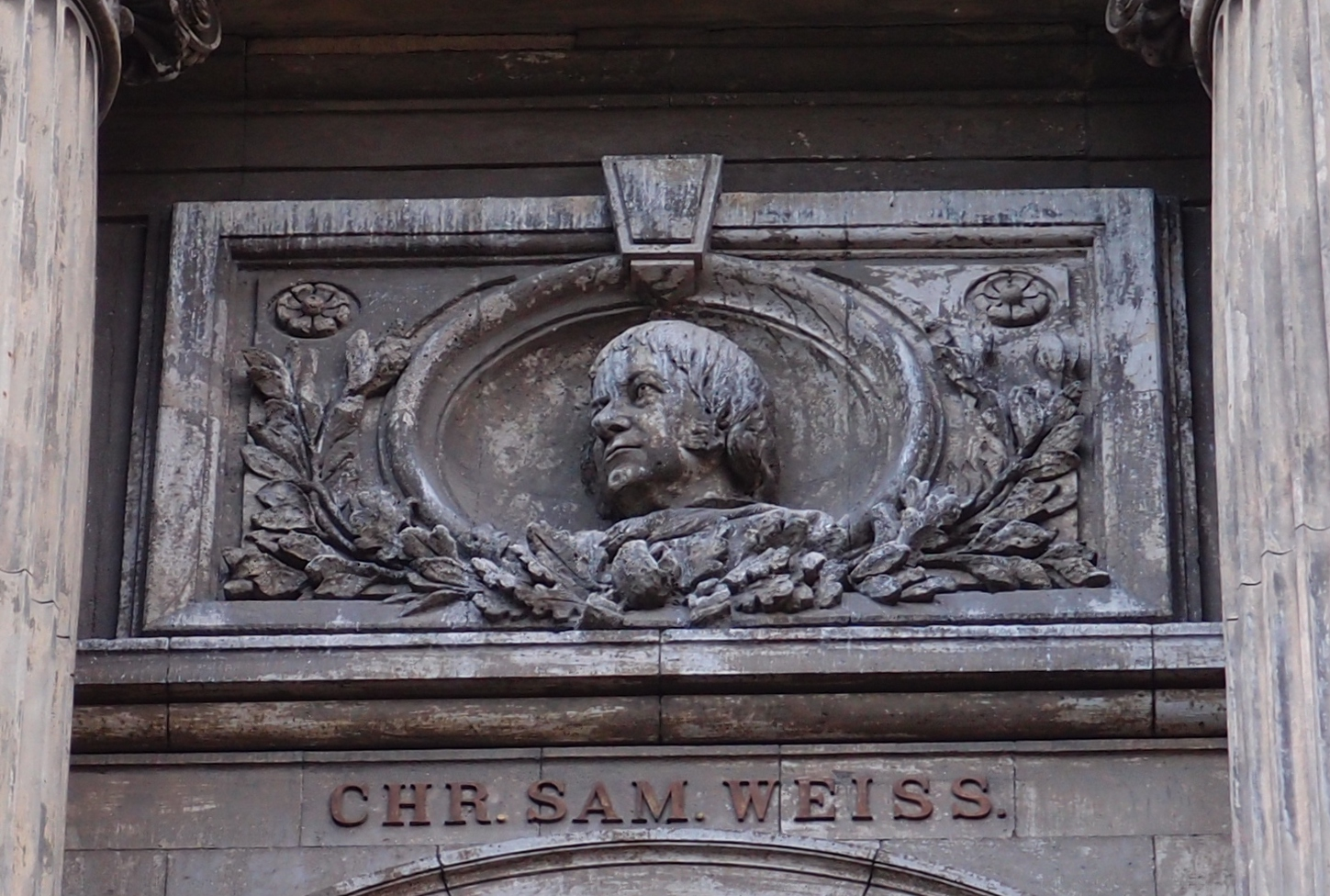
Christian Samuel Weiss; Relief über dem Eingang des Naturkundemuseums in Berlin-Mitte

- Korrespondierendes Mitglied (1803) und auswärtiges Mitglied (1808) der Bayerischen Akademie der Wissenschaften[3]
- Ordentliches Mitglied der Königlich Preußischen Akademie der Wissenschaften (1815)
- Wahl in die Deutsche Akademie der Naturforscher Leopoldina (1818)[4]
- 1853 wurde er in den Orden Pour le Mérite für Wissenschaft und Künste aufgenommen.